# Ragnar Thorngren
Ragnar "Tom" Thorngren, född 31 maj 1915 i Västra Skrävlinge i Malmö, död 23 november 1990 i Annedal, Göteborg, var en svensk travkusk och travtränare.
Han var verksam vid Åbytravet från 1930-talet och fram till 1960-talet då han flyttade verksamheten till Solvalla.
Thorngren ses som en av de stora pionjärerna inom svensk travsport. Han vann flera stora lopp som bland annat Åby Stora Pris (1937, 1938, 1942), Svenskt Travderby (1939), Svenskt Travkriterium (1941), Konung Gustaf V:s Pokal (1942, 1955), Copenhagen Cup (1951) och han var den förste att vinna Årjängs Stora Heatlopp (1952).
Han var den första svenska tränaren som verkade utomlands, då han under mitten av 1930-talet var verksam i USA. Han arbetade där som lärling hos Thomas S. Berry vid Hanover Shoe Farms i Hanover, Pennsylvania. Under slutet av 1930-talet återvände han till Sverige. Han valde då även att införa en del amerikanskt travblod hemma i Sverige och var under sin tid den störste importören av amerikanska travare till Sverige. Bland andra hästar som Rollo, Dreel Hanover, Escape, Voltite, Scotchman, True Hanover och Trumps.
Tillsammans med hästen Escape var han den första travkusken som på svensk mark körde ett travlopp på en kilometertiden under 1.20,0, då de vann på tiden 1.19,9 över 1600 meter i ett lopp på Åbytravet 1938. När han vann Svenskt Travderby på Jägersro i september 1939 med hästen Queen Nedworth var han den första någonsin från Åbytravet att göra detta.
Ragnar Thorngren är begravd på Kvibergs kyrkogård i Göteborg. På Åbytravet körs Ragnar Thorngrens Minne för 4-åriga varmblod varje sommar till minne av honom.